# Zak Storm
Zak storm, conosciuto anche come Zak tempesta: Super Pirata, è una serie animata in CGI (computer grafica) prodotta da Zagtoon, Method Animation, De Agostini Editore, SAMG Animation, MNC Animation e Man of Action (ovvero il gruppo di autori creatore della serie Ben 10).
In Francia ha esordito su Canal J il 2 dicembre 2016 ed è stata successivamente mandata in onda su Gulli. In Italia è stata trasmessa su DeA Kids dal 3 luglio 2017 ed in chiaro su Super! dal 28 agosto 2017.
Una seconda stagione è stata annunciata nel giugno 2019.

## Trama
Zak Storm è un teenager appassionato di surf e internet. Durante un video selfie delle sue acrobazie, sulle onde nei pressi dell'isola dove abita con il padre, viene improvvisamente risucchiato da un'ondata gigante e finisce nel Triangolo delle Bermude attraverso un tunnel che si crea grazie a un ciondolo che porta al collo.
Così, il ragazzo si ritrova improvvisamente ad affrontare diversi pericoli. Verrà però aiutato da diversi personaggi, da una nave chiamata Caos (che sembra avere una propria personalità e accetta di averlo come suo capitano) e da una spada magica che si chiama Calabras che lo sceglie come suo unico detentore e che gli offrirà consigli e aiuti speciali.
Muovendosi assieme ai suoi amici nonché membri dell'equipaggio attraverso i sette mari del Triangolo delle Bermuda dovrà trovare e aprire sette lucchetti nascosti nelle profondità dei mari, ognuno dei quali è sorvegliato da un guardiano, per riuscire ad aprire il Triangolo e a tornare finalmente a casa. Nel contempo dovrà combattere il perfido Skullivar e i suoi scagnozzi, che, a loro volta, vogliono impossessarsi degli Occhi dei sette mari

## Personaggi
- Zak Storm: un adolescente di 13 anni del nostro mondo. Viene risucchiato nei Sette Mari del Triangolo delle Bermude mentre sta facendo surf, indossando un ciondolo del padre. In questo nuovo mondo raccoglie attorno a sé un gruppo di personaggi: insieme diventano la ciurma di Caos e Zak assume il ruolo di capitano del gruppo. È un ragazzo coraggioso che impara in breve tempo a combattere e ad affrontare situazioni difficili.
- Crysta Coraline Lejeune "Cece": una principessa di Atlantean coraggiosa e valorosa, unica femmina del gruppo, che assume il ruolo di primo ufficiale e insieme agli altri compagni informa Zak sui pericoli che incontrerà nel Triangolo.
- Crogar: un pirata vichingo grosso e forte, a volte gioviale a volte irruente, che parla talora in terza persona. Combatte con una spada/martello fatta con un osso e l'ala di un aereo; si occupa della cucina sulla nave.
- Caramba: un piccolo alieno con la pelle verde. Vive principalmente all'interno di un piccolo esoscheletro robotico giallo che usa sia per muoversi sia per difendersi o anche per combattere; provvede alla manutenzione di Chaos e all'artiglieria del gruppo. L'esoscheletro ha un visore che mostra all'esterno, in modo stilizzato, le espressioni del viso o le emozioni dell'alieno.
- Clovis: un fantasma di 7 anni poltergeist, mozzo della compagnia, che è vincolato a Chaos. Si definisce un "non proprio fantasma", perché tempo addietro ha perso il proprio corpo, ma non ricorda dove l'abbia lasciato.
- Calabrass: una spada magica forgiata nel mare di Blaze che sceglie Zak come suo capitano e portatore e un tempo era un pirata umano. Sa parlare e dispensa consigli a Zak su come combattere. Il ciondolo che Zak indossa quando passa dal nostro mondo al Triangolo delle Bermude è quello che manca per completare i Sette occhi della spada: invocandoli, Zak può ottenere i poteri dei sette mari, ognuno dei quali ha una determinata caratteristica.
- Caos: la nave della ciurma con una propria personalità; è equipaggiata con varie armi futuristiche. Questi sette personaggi insieme formano i "Sette C", perché le iniziali dei loro nomi è sempre la lettera "C"; nel caso di Zak Storm si intende la "C" di capitano.
- Skullivar: antagonista della serie: è uno stregone delle tenebre che vuole impadronirsi degli Occhi dei Sette Mari e soggiogare così il Triangolo, ma viene sconfitto.
- Golden Bones: l'ammiraglio di Skullivar che, assieme al suo esercito di scheletri e alla nave Demoniak insegue Zak e i suoi amici per ostacolarli in vari modi.
- Sassafrass: strega che predice il futuro e aiuta la squadra di Zak Storm.
- Zephira: è la figlia di Sassafrass con cui ha sempre avuto un rapporto burrascoso dato che la fattucchiera non le ha mai voluto dire chi è suo padre. In seguito deciderà di dirglielo e di farglielo conoscere, e così il loro rapporto migliorerà.

## Doppiatori
L'edizione italiana è a cura di Andrea Castelli, mentre il doppiaggio è stato effettuato presso lo Studio ASCI sotto direzione di Luca Sandri.
| Personaggio  | Doppiatore              | Doppiatore         | Doppiatore          |
| Personaggio  | Inglese                 | Francese           | Italiano            |
| ------------ | ----------------------- | ------------------ | ------------------- |
| Zak          | Michael Johnston        | Hervé Grull        | Davide Garbolino    |
| Calabrass    | Kyle Hebert             | Jérôme Wiggins     | Pietro Ubaldi       |
| Cece         | Christine Marie Cabanos | Marie Nonnenmacher | Deborah Morese      |
| Clovis       | Reba Buhr               | Elodie Menant      | Tania De Domenico   |
| Crogar       | Christopher Smith       | Marc Duquonoy      | Federico Zanandrea  |
| Caramba      | Max Mittelman           | Olivier Podesta    | Stefano Pozzi       |
| Golden Bones |                         |                    | Alessandro D'Errico |
| Skullivar    | Keith Silvestern        |                    | Massimiliano Lotti  |

## Episodi
| Stagione       | Episodi | Prima TV Francia | Prima TV Italia |
| -------------- | ------- | ---------------- | --------------- |
| Prima stagione | 39      | 2016-2018        | 2017-2018       |